# Cloud Nine (George Harrison)
Cloud Nine è l'undicesimo album da solista di George Harrison, pubblicato dall'etichetta discografica Dark Horse Records/Warner Bros. Records il 2 novembre 1987.
Il disco segnò il ritorno al successo dell'ex dei Beatles dopo l'insuccesso di Gone Troppo, grazie soprattutto alla grande popolarità che raggiunse la canzone Got My Mind Set on You, brano degli anni sessanta reinterpretato da Harrison.
L'album è stato rimasterizzato nel 2004, con 2 bonus track prese dalla colonna sonora del film Shanghai Surprise.

## Il disco

### Origine e registrazione
Frustrato dal cambiamento del clima musicale contemporaneo, George Harrison sospese la sua carriera di musicista agli inizi degli anni ottanta. Harrison decise di dedicarsi ad altri suoi interessi, come il giardinaggio e l'attività di produttore cinematografico per la compagnia Hand Made Films di sua proprietà.
Alla fine del 1986, dopo una pausa sostanziosa, Harrison sentì il bisogno di tornare a registrare musica. Chiese all'ex leader degli Electric Light Orchestra Jeff Lynne di co-produrre l'album insieme a lui. Dopo aver scritto un gruppo di nuove composizioni (inclusi i brani che sarebbero apparsi nella colonna sonora del film Shanghai Surprise), Harrison entrò nel suo studio di registrazione casalingo, Friar Park, a Henley-on-Thames il 5 gennaio 1987 per iniziare la lavorazione del suo nuovo album dopo cinque anni di silenzio discografico.
Oltre a Harrison e Lynne, altri artisti furono coinvolti nel corso delle sedute di incisione, inclusi Jim Keltner e Ringo Starr alla batteria, Eric Clapton alla chitarra elettrica, e al pianoforte sia Gary Wright che Elton John (che all'epoca si stava rimettendo dopo un intervento alle corde vocali). Questo ritrovato entusiasmo, diede modo a Harrison di promuovere attivamente il nuovo disco, apparendo persino insieme a Starr al concerto Prince's Trust in giugno dove eseguì la sua classica While My Guitar Gently Weeps.

### Copertina
In copertina un sorridente George Harrison con tanto di occhiali a specchio, impugna una delle sue prime chitarre, una Gretsch 6128 Duo Jet del 1957 da lui acquistata da un marinaio americano a Liverpool per 75 sterline nel 1961. Harrison la chiamava la sua "vecchia Gretsch nera". In seguito George aveva dato la chitarra al suo amico di vecchia data Klaus Voormann che l'aveva tenuta per 20 anni. La chitarra era stata lasciata a Los Angeles ed era stata modificata. Harrison fece ristrutturare la chitarra e la usò per la copertina dell'album.

### Pubblicazione ed accoglienza
La cover dell'oscuro brano di Rudy Clark intitolato Got My Mind Set on You ad opera di Harrison, ebbe enorme successo e raggiunse il primo posto in classifica negli Stati Uniti e il numero 2 in Gran Bretagna. Fu un successo sorprendente ed inaspettato quello raccolto dal brano, dato che l'ex Beatle non aveva più avuto un successo da numero 1 in classifica in quindici anni. Qualche settimana dopo, Cloud Nine venne pubblicato in un clima di grande attesa, e fu lodato dalla critica come miglior lavoro di Harrison sin dai tempi di All Things Must Pass. L'album raggiunse la posizione numero 10 in Gran Bretagna; e la numero 8 negli Stati Uniti. Il successo del singolo Got My Mind Set on You e del video accompagnatorio reintrodusse George Harrison allo status di star mainstream.
Anche la canzone omaggio ai vecchi tempi nei The Beatles intitolata When We Was Fab, pubblicata come secondo singolo, si rivelò vincente piazzandosi nella Top 25 sia nel Regno Unito che in America. Il singolo successivo, This Is Love, fu invece una hit minore solo in Inghilterra.
Nonostante il successo di Cloud Nine non fu abbastanza da spingere Harrison a tornare a fare dei tour, lo ispirò a continuare a far musica. Nella primavera del 1988, nuovamente insieme a Lynne, egli avrebbe contattato gli amici Bob Dylan, Tom Petty e Roy Orbison per dare vita al supergruppo The Traveling Wilburys.

## Tracce
Tutte le canzoni sono state composte da George Harrison, eccetto dove indicato diversamente.
Lato A
1. Cloud 9 – 3:15
2. That's What It Takes – 3:59 (George Harrison, Jeff Lynne, Gary Wright)
3. Fish on the Sand – 3:22
4. Just for Today – 4:06
5. This Is Love – 3:48 (Harrison, Lynne)
6. When We Was Fab – 3:57 (Harrison, Lynne)

Lato B
1. Devil's Radio – 3:52
2. Someplace Else – 3:51
3. Wreck of the Hesperus – 3:31
4. Breath Away from Heaven – 3:36
5. Got My Mind Set on You – 3:52 (Rudy Clark)

### Tracce aggiuntive (ristampa del 2004)
1. Shanghai Surprise – 5:09
2. Zig Zag – 2:45 (Harrison, Lynne)

## Formazione
- George Harrison — voce, chitarre elettrica, slide ed acustica, tastiere, sintetizzatore, autoharp, sitar, cori
- Jeff Lynne — basso, chitarre elettrica ed acustica, tastiere, sintetizzatore, cori
- Ringo Starr — batteria
- Jim Keltner — batteria
- Ray Cooper — batteria, percussioni
- Bobby Kok — violoncello
- Eric Clapton — chitarra elettrica in Cloud 9, That's What It Takes, Devil's Radio e Wreck of the Hesperus
- Elton John — piano elettrico in Cloud 9, piano in Devil's Radio e Wreck of the Hesperus
- Gary Wright — pianoforte in Just for Today e When We Was Fab
- Jim Horn — sassofono baritono e sassofono tenore in Cloud 9, Wreck of the Hesperus e Got My Mind Set on You
- Vicki Brown — voce in Shanghai Surprise (traccia aggiuntiva nella ristampa del 2004)